# Élections législatives sud-coréennes de 1981
Des élections législatives ont eu lieu en Corée du Sud le 25 mars 1981.
Le nouveau système électoral a supprimé un tiers des sièges au Parlement au profit de l'introduction de la représentation proportionnelle. Le résultat est une victoire pour le Parti de la justice et de la démocratie, qui remporta 151 des 276 sièges à l'Assemblée nationale. Le taux de participation est alors de 77,7 %.
L'élection se déroule dans un contexte difficile, deux coups d'État ont eu lieu en 1979 et en 1980. Des personnalités politiques de l'opposition telles que Kim Young-sam n'ont pas pu se porter candidat. Kim Dae-jung a été arrêté le 17 mai 1980. Il est sous le coup d'une condamnation à mort, après avoir été reconnu coupable d'une accusation fabriquée « d'incitation à la rébellion ». Même le Parti républicain démocratique conservateur de Park Chung-hee est dissous par la force et des personnalités importantes telles que Kim Jong-pil sont également dans l'impossibilité de concourir aux élections.
L’élection, bien qu’apparente multipartite, est largement considérée comme frauduleuse, les soi-disant politiciens « de l’opposition » étant soumis à un contrôle sévère de la part de l’ Agence de planification de la sécurité nationale et du commandement de la sécurité de l’armée sud-coréenne.

## Résultats
| Partis                                  | Voix       | %    | Sièges | +/– |
| --------------------------------------- | ---------- | ---- | ------ | --- |
| Parti de la justice et de la démocratie | 5 776 624  | 35,6 | 151    | 83  |
| Parti de la Corée démocratique (en)     | 3 495 829  | 21,6 | 81     | Nv  |
| Parti national coréen                   | 2 147 293  | 13,2 | 25     | Nv  |
| Parti des droits civils (ko)            | 1 088 847  | 6,7  | 2      | Nv  |
| Nouveau parti politique (ko)            | 676 921    | 4,2  | 2      | Nv  |
| Parti socialiste démocrate (ko)         | 524 361    | 3,2  | 2      | Nv  |
| Parti paysan démocratique (ko)          | 227 715    | 1,4  | 1      | Nv  |
| Parti des gens pacifiques (ko)          | 144 000    | 0.9  | 1      | Nv  |
| Indépendants                            | 1 734 224  | 10,7 | 11     | 11  |
|                                         |            |      |        |     |
| Votes valides                           | –          | –    |        |     |
| Votes blancs et nuls                    | 190 520    | –    |        |     |
| Total                                   | 16 397 845 | 100  | 276    | 45  |
| Abstentions                             | –          | –    | –      | –   |
| Électeurs inscrits / participation      | 21 094 468 | 77,7 | –      | –   |